# Idactus iranicus
Idactus iranicus là một loài bọ cánh cứng trong họ Cerambycidae.